# Beschermingsstatus
De beschermingsstatus van een soort in een bepaald gebied is een inschatting van de waarschijnlijkheid dat die soort zal blijven overleven in dat gebied. Vele factoren worden hierbij beschouwd, niet enkel het aantal dat nog overblijft, maar ook de algemene diachronische toename of afname in de populatie (trends), de mate waarin de soort zich kan voortplanten, het aantal en de aard van de bedreigingen, en andere factoren.
De bekendste wereldwijde beschermingsstatuslijst is de Rode Lijst van de IUCN, maar er zijn nog vele andere, gespecialiseerde lijsten.

## Categorieën van de Rode Lijst
De volgende categorieën worden onderscheiden:
| Code | Code              | Engels                 | Nederlands |
| ---- | ----------------- | ---------------------- | --- |
| LC   | LC, vroeger LR/lc | Least Concern          | Niet bedreigd (= veilig = momenteel niet in gevaar) |
| NT   | NT, vroeger LR/nt | Near Threatened        | Gevoelig (= bijna in gevaar) |
| VU   | VU                | Vulnerable             | Kwetsbaar |
| EN   | EN                | Endangered             | Bedreigd |
| CR   | CR                | Critically Endangered  | Ernstig bedreigd (kritiek) |
| EW   | EW                | Extinct in the Wild    | Uitgestorven in het wild |
| EX   | EX                | Extinct                | Uitgestorven |
| NE   | NE                | Not Evaluated          | Niet geëvalueerd |
| DD   | DD                | Data Deficient         | Onzeker |
| cd   | CD, vroeger LR/cd | Conservation Dependent | Van bescherming afhankelijk, komt alleen nog voor bij soorten die voor 2001 in deze categorie zijn ingedeeld en niet opnieuw zijn beoordeeld. Volgde na "gevoelig" (NT). |